# Origny-le-Roux
Origny-le-Roux és un municipi francès situat al departament de l'Orne i a la regió de Normandia. L'any 2007 tenia 271 habitants.

## Demografia

### Població
El 2007 la població de fet d'Origny-le-Roux era de 271 persones. Hi havia 109 famílies de les quals 15 eren unipersonals (4 homes vivint sols i 11 dones vivint soles), 49 parelles sense fills, 34 parelles amb fills i 11 famílies monoparentals amb fills.
La població ha evolucionat segons el següent gràfic:
Habitants censats

### Habitatges
El 2007 hi havia 132 habitatges, 108 eren l'habitatge principal de la família, 11 eren segones residències i 13 estaven desocupats. Tots els 132 habitatges eren cases. Dels 108 habitatges principals, 89 estaven ocupats pels seus propietaris, 17 estaven llogats i ocupats pels llogaters i 2 estaven cedits a títol gratuït; 14 tenien tres cambres, 27 en tenien quatre i 67 en tenien cinc o més. 86 habitatges disposaven pel capbaix d'una plaça de pàrquing. A 31 habitatges hi havia un automòbil i a 66 n'hi havia dos o més.

### Piràmide de població
La piràmide de població per edats i sexe el 2009 era:
| Homes | Edats   | Dones |
| ----- | ------- | ----- |
| 0     | 95 o +  | 0     |
| 0     | 90 a 94 | 0     |
| 0     | 85 a 89 | 0     |
| 4     | 80 a 84 | 4     |
| 0     | 75 a 79 | 0     |
| 0     | 70 a 74 | 4     |
| 20    | 65 a 69 | 12    |
| 4     | 60 a 64 | 12    |
| 4     | 55 a 59 | 0     |
| 16    | 50 a 54 | 12    |
| 8     | 45 a 49 | 16    |
| 16    | 40 a 44 | 12    |
| 16    | 35 a 39 | 16    |
| 12    | 30 a 34 | 8     |
| 4     | 25 a 29 | 0     |
| 8     | 20 a 24 | 4     |
| 20    | 15 a 19 | 8     |
| 12    | 10 a 14 | 24    |
| 4     | 5 a 9   | 12    |
| 8     | 0 a 4   | 0     |

## Economia
El 2007 la població en edat de treballar era de 174 persones, 124 eren actives i 50 eren inactives. De les 124 persones actives 109 estaven ocupades (59 homes i 50 dones) i 15 estaven aturades (6 homes i 9 dones). De les 50 persones inactives 26 estaven jubilades, 11 estaven estudiant i 13 estaven classificades com a «altres inactius».

### Ingressos
El 2009 a Origny-le-Roux hi havia 106 unitats fiscals que integraven 283 persones, la mediana anual d'ingressos fiscals per persona era de 16.358 €.

### Activitats econòmiques
Dels 7 establiments que hi havia el 2007, 2 eren d'empreses extractives, 1 d'una empresa de construcció, 1 d'una empresa immobiliària i 3 d'empreses classificades com a «altres activitats de serveis».
Dels 3 establiments de servei als particulars que hi havia el 2009, 1 era un electricista i 2 perruqueries.
L'any 2000 a Origny-le-Roux hi havia 16 explotacions agrícoles que ocupaven un total de 1.584 hectàrees.

## Poblacions més properes
El següent diagrama mostra les poblacions més properes.